# Manettia bangii
Manettia bangii é uma espécie de dicotiledónea pertencente à família Rubiaceae, descrita em 1929.